# Aloconota insecta
Aloconota insecta är en skalbaggsart som först beskrevs av Thomson 1856.  Aloconota insecta ingår i släktet Aloconota, och familjen kortvingar. Arten är reproducerande i Sverige.